# أيزاك كيبرونو سونجوك
أيزاك كيبرونو سونجوك (بالإنجليزية: Isaac Kiprono Songok)‏ مواليد 25 أبريل 1984، هو عداء مسافات طويلة كيني. مثل بلاده في الأولمبياد. في سنة 2001 حقق رقما قياسيا عالميا في سباق 2000 متر للناشئين (4:56.86) في برلين.

## سجل المنافسة
| العام      | المسابقة                                | المكان               | المركز     | حدث                  | ملاحظة     |
| يمثل كينيا | يمثل كينيا                              | يمثل كينيا           | يمثل كينيا | يمثل كينيا           | يمثل كينيا |
| ---------- | --------------------------------------- | -------------------- | ---------- | -------------------- | ---------- |
| 2001       | بطولة العالم للشباب لألعاب القوى 2001   | دبرتسن               | 1          | 1500 م               | 3:36.78    |
| 2002       | بطولة العالم للناشئين لألعاب القوى 2002 | كينغستون             | 7          | 1500 م               | 3:44.93    |
| 2003       | بطولة العالم لألعاب القوى 2003          | باريس                | 9          | 1500 م               | 3:34.39    |
| 2004       | بطولة العالم للعدو الريفي 2004          | إقليم بروكسل العاصمة | 7          | سباق قصير (4 كم)     | 11:45      |
| 2004       | بطولة العالم للعدو الريفي 2004          | إقليم بروكسل العاصمة | 3          | الفريق               | 52 نقطة    |
| 2004       | الألعاب الأولمبية الصيفية 2004          | أثينا                | 12         | 1500 م               | 3:41.72    |
| 2004       | نهائي ألعاب القوى العالمي 2004          | مونت كارلو           | 11         | 1500 م               | 3:48.32    |
| 2005       | بطولة العالم للعدو الريفي 2005          | سانت إتيان، فرنسا    | 3          | سباق قصير (4.196 كم) | 11:39      |
| 2005       | بطولة العالم للعدو الريفي 2005          | سانت إتيان، فرنسا    | 2          | الفريق               | 21 نقطة    |
| 2005       | بطولة العالم لألعاب القوى 2005          | هلسنكي               | 10         | 5000 م               | 13:37.10   |
| 2005       | نهائي ألعاب القوى العالمي 2005          | مونت كارلو، موناكو   | 3          | 5000 م               | 13:40.24   |
| 2006       | بطولة العالم للعدو الريفي 2006          | فوكوكا               | 2          | سباق قصير (4 كم)     | 10:55      |
| 2006       | بطولة العالم للعدو الريفي 2006          | فوكوكا               | 1          | الفريق               | 21 نقطة    |
| 2006       | نهائي ألعاب القوى العالمي 2006          | شتوتغارت             | 3          | 3000 م               | 7:39.50    |
| 2007       | بطولة العالم لألعاب القوى 2007          | أوساكا               | 18         | 5000 م               | 13:47.42   |
| 2008       | بطولة أفريقيا لألعاب القوى 2008         | أديس أبابا           | 2          | 5000 م               | 13:49.91   |

## روابط خارجية
- أيزاك كيبرونو سونجوك على موقع الاتحاد الدولي لألعاب القوى (الإنجليزية)
- أيزاك كيبرونو سونجوك على موقع أوليمبيديا (الإنجليزية)